# Kraljev Vrh (Preseka)
 Kraljev Vrh  falu Horvátországban Zágráb megyében. Közigazgatásilag Presekához tartozik.

## Fekvése
Zágrábtól 40 km-re, községközpontjától 2 km-re északkeletre a megye északkeleti részén fekszik.

## Története
A falunak 1857-ben 72, 1910-ben 109 lakosa volt. Trianonig Belovár-Kőrös vármegye Kőrösi járásához tartozott. 2001-ben 112 lakosa volt.

## Lakosság
| Lakosság változása | Lakosság változása | Lakosság változása | Lakosság változása | Lakosság változása | Lakosság változása | Lakosság változása | Lakosság változása | Lakosság változása | Lakosság változása | Lakosság változása | Lakosság változása | Lakosság változása | Lakosság változása | Lakosság változása |
| ------------------ | ------------------ | ------------------ | ------------------ | ------------------ | ------------------ | ------------------ | ------------------ | ------------------ | ------------------ | ------------------ | ------------------ | ------------------ | ------------------ | ------------------ |
| 1857               | 1869               | 1880               | 1890               | 1900               | 1910               | 1921               | 1931               | 1948               | 1953               | 1961               | 1971               | 1981               | 1991               | 2001               |
| 72                 | 80                 | 71                 | 88                 | 114                | 109                | 132                | 149                | 160                | 162                | 161                | 151                | 143                | 121                | 112                |